# Acceleration
Acceleration è un album in studio del gruppo musicale Age of Silence, pubblicato nel 2004 dalla The End Records.

## Tracce
1. "Auditorium of Modern Movements" (Winter, Lazare) – 3:36
2. "Acceleration" (Winter, Lazare) – 4:30
3. "The Concept of Hate" (Winter, Lazare) – 4:09
4. "A Song for D. Incorporated" (Winter, Lazare) – 4:58
5. "The Green Office and the Dark Desk Drawer" (Winter, Lazare) – 4:17
6. "The Flow at 9:30 am" (Winter, Lazare) – 6:25
7. "Of Concrete and Glass" (Winter, Lazare) – 3:14
8. "90° Angles" (Extant, Lazare) – 7:19
9. "I No Longer Know If I Am Mad" (Extant, Kobbergaard) – 2:28
10. "Synthetic, Fabricated, Calculated" (Extant, Lazare) – 4:11

## Formazione
- Lazare - voce
- Eikind - basso, voce
- Kobbergaard - chitarra, voce
- Extant - chitarra
- Andy Winter - tastiera
- Hellhammer - batteria